# حمام کمپانی
حمام کمپانی مربوط به دوره پهلوی اول است و در درگز، خیابان پاسداران ۲، نبش خیابان طالقانی واقع شده و این اثر در تاریخ ۲۲ مرداد ۱۳۸۴ با شمارهٔ ثبت ۱۳۱۰۸ به‌عنوان یکی از آثار ملی ایران به ثبت رسیده است.